# Nan'yō
Nan'yō (南陽市?) è una città giapponese della prefettura di Yamagata.
A Miyauchi c'è uno dei tre più grandi santuari kumano in Giappone: il santuario kumano di Yamagata.